# 妙見山駅
妙見山駅（みょうけんさんえき）は、兵庫県川西市大峰にあった能勢電鉄妙見の森リフトの駅である。駅の近くに大阪府との府県境がある。

## 概要

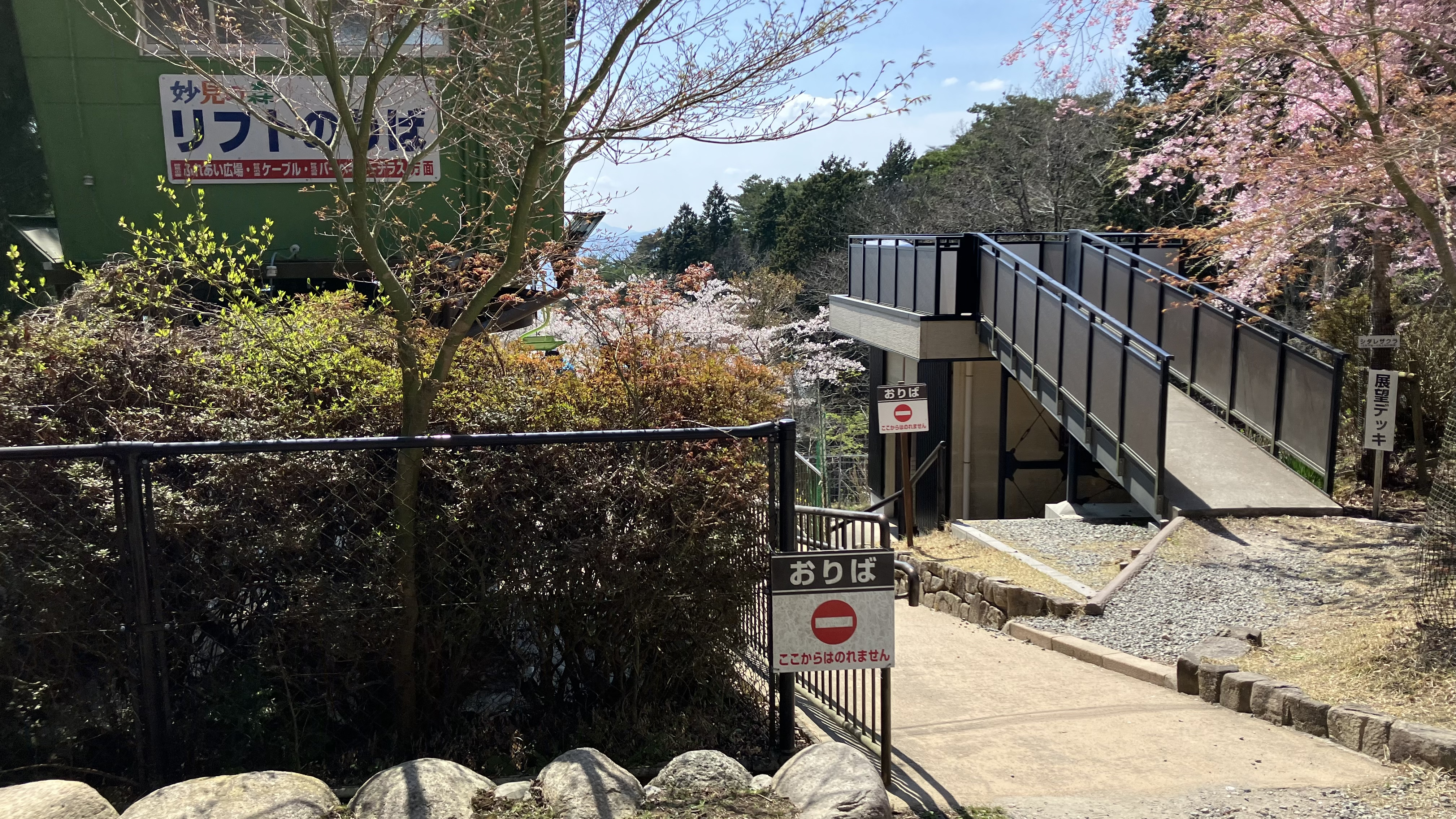
駅出口（2023年4月）

妙見の森リフトの終着駅であった。

## 歴史
- 1960年（昭和35年）8月27日：能勢電気軌道（現在の能勢電鉄）が妙見リフト・郷土館前（現・ふれあい広場） - 妙見山間開業。
- 2013年（平成25年）3月16日：「妙見リフト」から「妙見の森リフト」に改称[1]。
- 2023年（令和5年）12月4日：廃止[2]。

## 駅構造
2面2線で乗車用降車用が分かれており、リフトは回転部に入って折り返していた。自動改札機はないが、自動券売機が設置されていた。

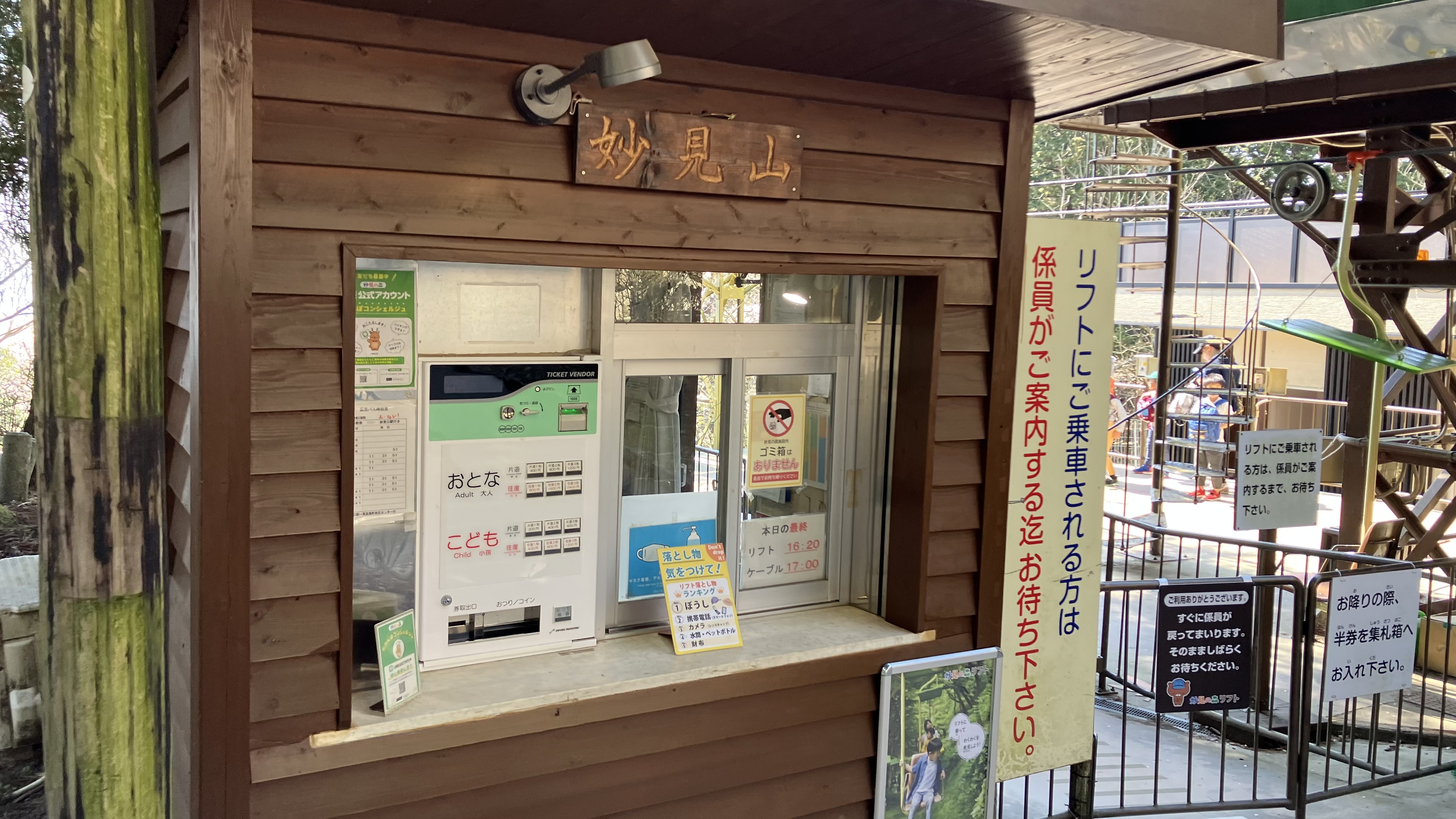
券売機（2023年4月）
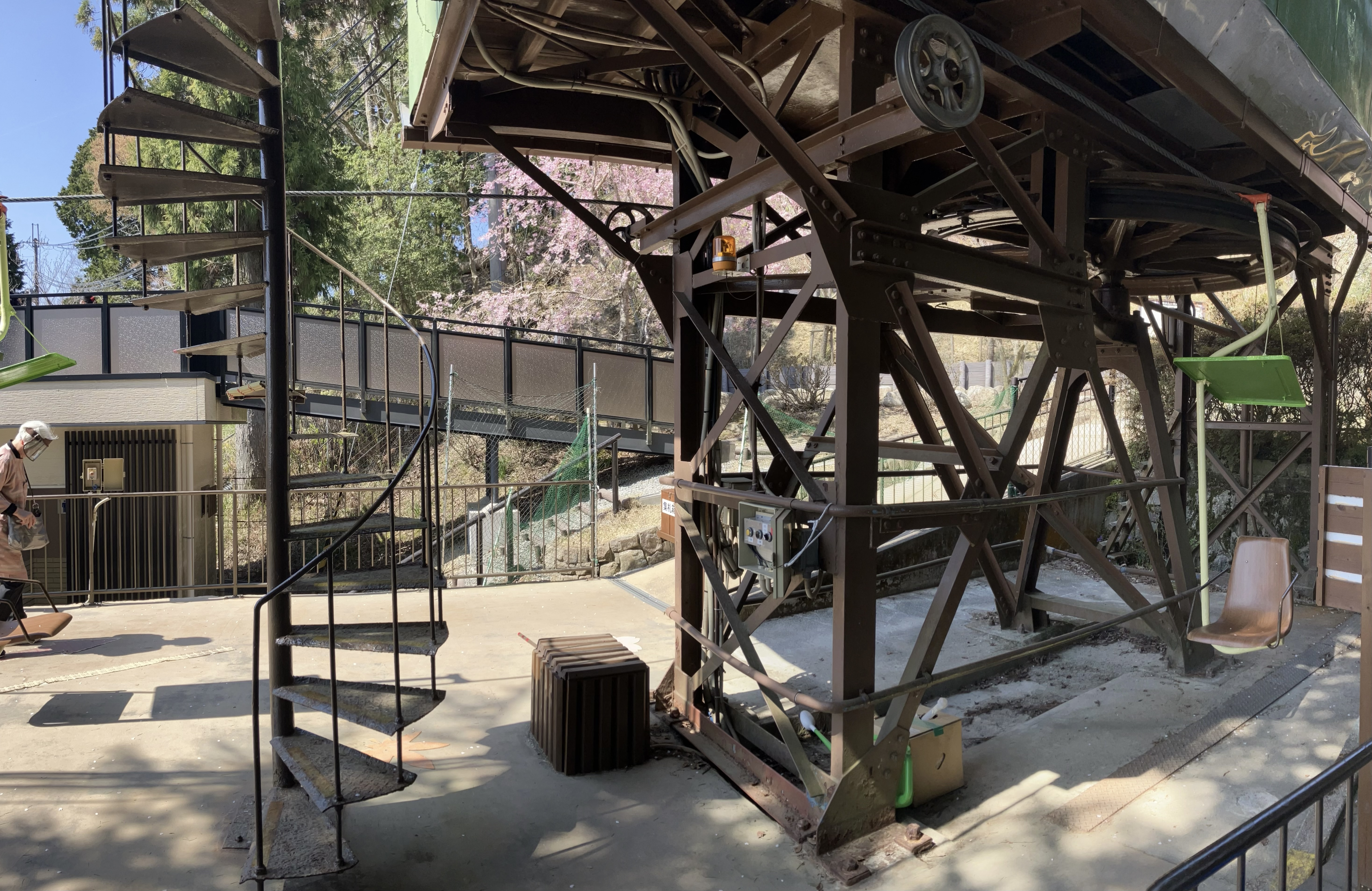
乗り場（右側に回転部が見える）

### 構内図
| 入口 | 乗り場              | 乗り場           |
|      | →                   | ふれあい広場方面 |
| ↑    |                     |                  |
| ←    | 当駅どまり 回転部へ |                  |
| 出口 | 降り場              | 降り場           |

## 駅周辺
- 展望デッキ
- 能勢妙見山（能勢妙見堂）
- 妙見山頂

## 隣の駅
能勢電鉄
妙見の森リフト
ふれあい広場駅 - 妙見山駅